# Folsom Prison Blues
Folsom Prison Blues è un brano musicale country scritto ed interpretato dal cantautore statunitense Johnny Cash. Il brano combina elementi tratti da due tematiche classiche della musica folk, il treno (come metafora del viaggio) e la prigione. Si tratta di una delle canzoni più celebri di Cash. Venne inclusa nel suo album di debutto Johnny Cash with His Hot and Blue Guitar del 1957. La versione dal vivo contenuta nell'album At Folsom Prison, raggiunse la vetta della classifica country statunitense nel 1968.

## Il brano

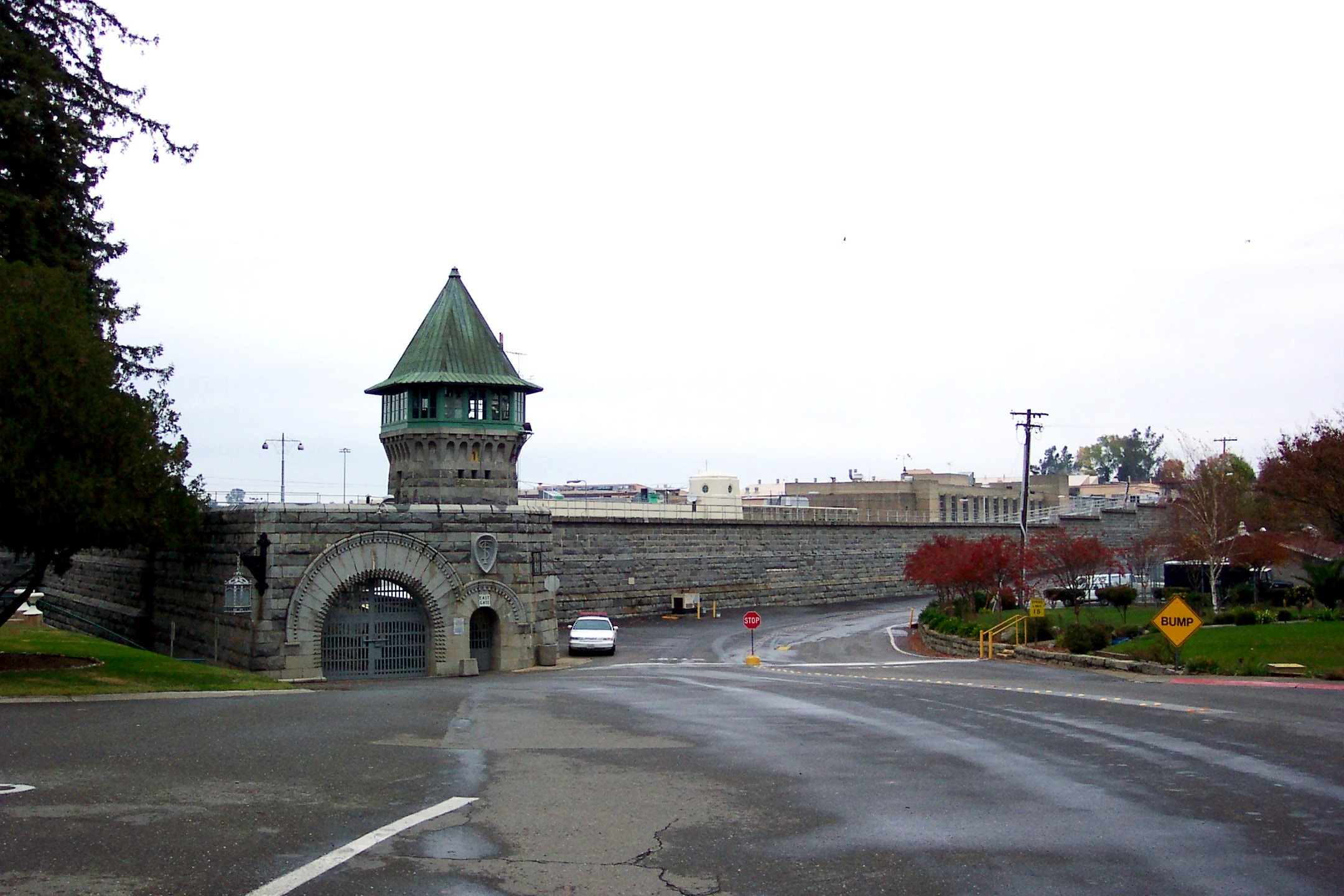
Folsom State Prison, California

Racconta di un carcerato che, sentendo il fischio di un treno fuori dalla sua cella, rievoca il momento in cui ha commesso il crimine («I shot a man in Reno/just to watch him die», ovvero «Sparai ad un uomo a Reno/solo per vederlo morire»), immagina la gente libera sul treno e pensa a cosa avrebbe fatto se fosse stato libero.
Cash fu ispirato a scrivere la canzone dopo aver visto il film Tortura (Inside the Walls of Folsom Prison) mentre era in servizio in Germania Ovest nella United States Air Force.
Un'altra fonte d'ispirazione fu il concept album Seven Dreams del 1953 di Gordon Jenkins, in particolare la canzone Crescent City Blues. Cash usò la stessa melodia e buona parte del testo, senza permesso quando registrò la canzone. A seguito del successo riscosso dalla stessa, nei primi anni settanta Cash venne citato in giudizio da Jenkins e fu costretto a pagare circa 75,000 dollari per violazione del diritto d'autore.
Cash incluse il brano nel suo repertorio per anni. L'esecuzione definitiva dal vivo di questa canzone può essere considerata quella al concerto registrato alla prigione di Folsom il 13 gennaio 1968. In seguito questa versione fu pubblicata sull'album At Folsom Prison in quello stesso anno.

## Cover
- Charley Pride reinterpretò la canzone nel suo album Country Charley Pride (RCA, 1966).
- Bob Dylan & The Band suonarono il brano durante le celebri "Basement Tapes Sessions" del 1967, e l'esecuzione venne ufficialmente pubblicata nel 2014 all'interno del cofanetto The Bootleg Series Vol. 11: The Basement Tapes Complete.
- Merle Haggard incise la canzone per il suo album del 1968 Mama Tried.
- Gli International Submarine Band inserirono una cover di Folsom Prison Blues sull'album Safe at Home del 1968.
- Il bluesman Slim Harpo pubblicò una versione del brano su singolo nel 1968.[3]
- Waylon Jennings reinterpretò la canzone in Jewels del 1968; la medesima versione apparve anche in Heartaches by the Number del 1972; ed una nuova versione sull'album Black on Black del 1982.
- Ernest Tubb nel suo album del 1969 Saturday Satan Sunday Saint.
- Lenny Dee in versione strumentale sull'album Turn Around, Look At Me del 1969.[4]
- The Charlatans sul loro omonimo album del 1969.
- Lester Flatt nel 1971.
- Charlie Feathers su singolo nel 1980.
- Jerry Lee Lewis nel suo album Killer Country del 1981.[5]
- I Willard nel 1992 sull'album Steel Mill.
- Nel 1994 Brooks & Dunn nell'album Red Hot + Country. La cover vede la partecipazione di Cash nell'ultima strofa.
- Reverend Horton Heat in Holy Roller del 1999.
- Keb' Mo' nel 2002 sul tribute album Kindred Spirits: A Tribute to the Songs of Johnny Cash.
- Nel 2003 Blackie and the Rodeo Kings sul tribute album Johnny's Blues: A Tribute to Johnny Cash
- Everlast nel 2008 sull'album Love, War and the Ghost of Whitey Ford.
- Ray Dylan nell'album Goeie Ou Country - Op Aanvraag.
- I Black Stone Cherry dal vivo sull'album Live At The Astoria.
- I Wage War nel loro album The Stripped Sessions